# Pseudopsellonus papuanus
Pseudopsellonus papuanus là một loài nhện trong họ Philodromidae. Chúng được miêu tả năm 1936 bởi Balogh.